# Callisto (lune)
Vous lisez un « article de qualité » labellisé en 2008.  Il fait partie d'un « thème de qualité ».
Pour les articles homonymes, voir Callisto.
Callisto, ou Jupiter IV, est un satellite naturel de la planète Jupiter, découvert en 1610 par Galilée. Callisto est la troisième plus grande lune dans le Système solaire et la deuxième du système jovien, après Ganymède. C'est également la lune galiléenne la plus éloignée de Jupiter et la seule à ne pas être en résonance orbitale. Callisto se serait formée par accrétion du disque de gaz qui entourait Jupiter après sa formation.
Elle est composée approximativement à parts égales de roche et de glaces. En raison de l'absence d'échauffement dû aux forces de marées, la lune ne serait que partiellement différenciée. Des recherches menées à l'aide de la sonde Galileo révèlent que Callisto pourrait posséder un petit noyau composé de silicates, ainsi qu'un océan d'eau liquide à plus de 100 km sous la surface de la lune. Ce dernier serait susceptible d'accueillir une vie extraterrestre.
La surface de Callisto est très cratérisée, extrêmement vieille et ne présente pas de trace d'activité tectonique. Elle est beaucoup moins affectée par la magnétosphère de Jupiter que celles des autres satellites galiléens car elle est plus éloignée de la planète. Elle est entourée par une atmosphère très ténue composée notamment de dioxyde de carbone et probablement d'oxygène moléculaire, ainsi que par une ionosphère intense.
Plusieurs sondes spatiales, de Pioneer 10 et 11 à Galileo et Cassini-Hugens étudient la lune aux XXe et XXIe siècles. Callisto est parfois considérée comme le corps le plus adapté à l'installation d'une base humaine pour l'exploration du système jovien.

## Histoire

### Découverte

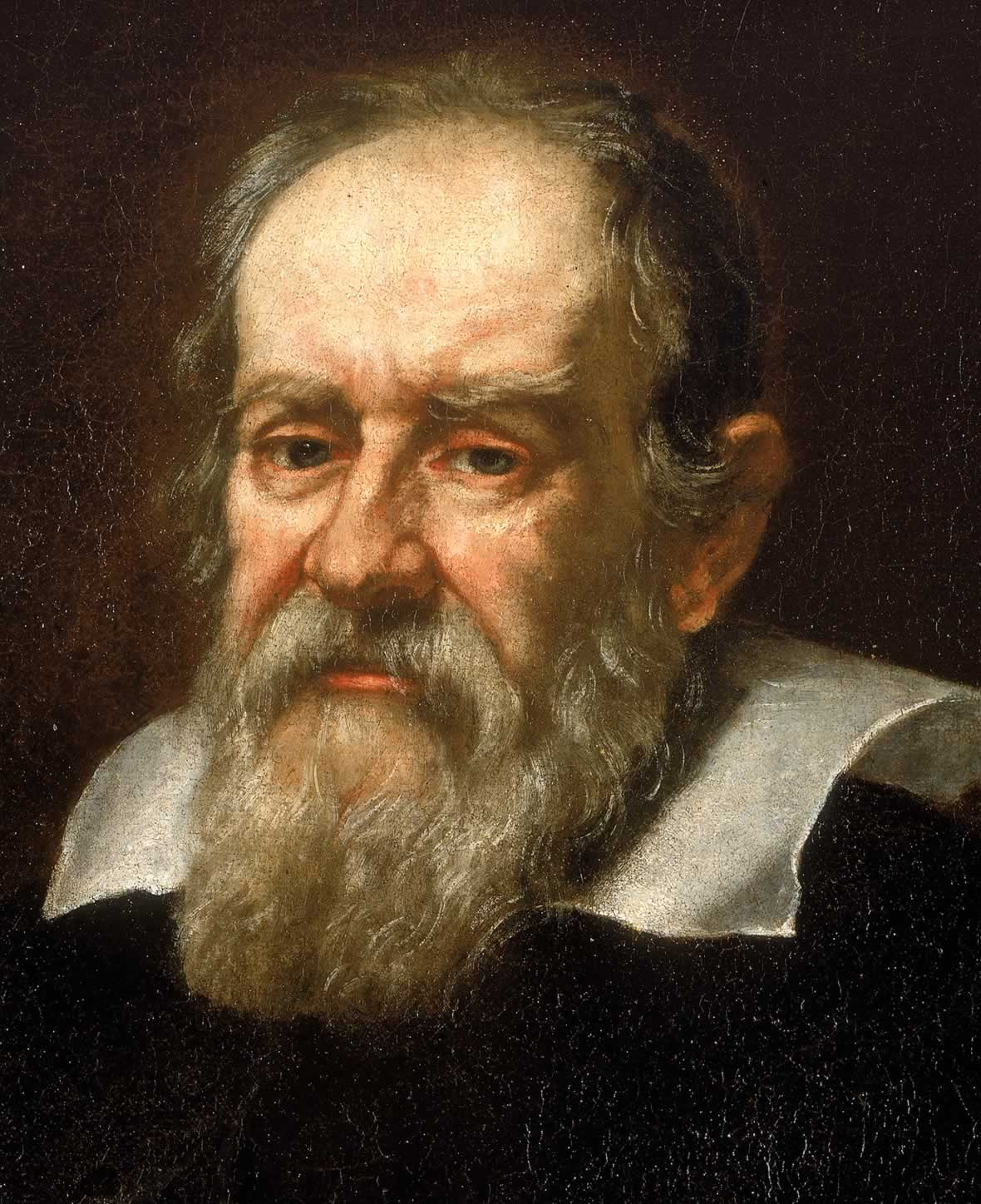
Galilée.

Callisto est découverte par Galilée en janvier 1610, à la même époque que les trois autres grandes lunes de Jupiter, Ganymède, Io et Europe. Cependant, il est possible que Gan De, un astronome chinois, l'ait observée en 362 av. J.-C. Callisto doit son nom à Callisto, une des nombreuses conquêtes de Zeus dans la mythologie grecque. Ce nom est proposé par Simon Marius peu après la découverte d'après une suggestion de Johannes Kepler,. 
Cependant, la désignation en chiffres romains introduite par Galilée est utilisée jusqu'au milieu du XXe siècle aux dépens des noms des lunes galiléennes issus de la mythologie. Selon cette désignation, Callisto est ainsi appelée Jupiter IV, car elle est pendant plusieurs siècles le quatrième satellite connu par ordre d'éloignement à Jupiter, jusqu'à la découverte d'Amalthée en 1892,.

### Exploration

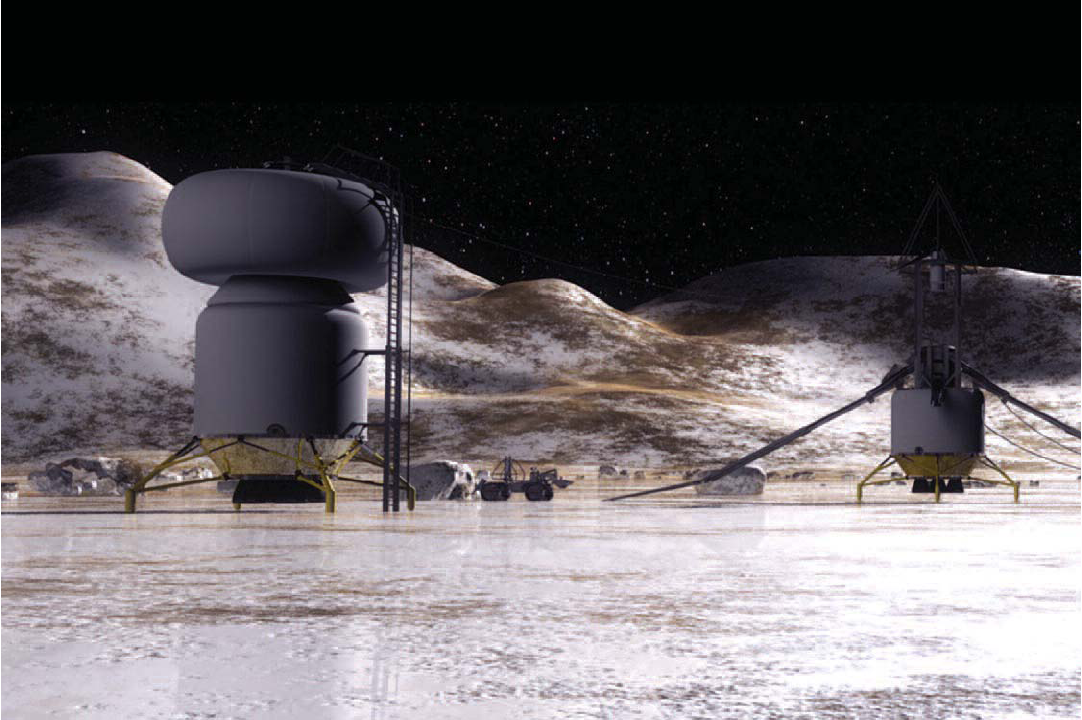
Vue d'artiste d'une hypothétique base humaine sur Callisto.

Les sondes Pioneer 10 et Pioneer 11 qui passent à proximité de Jupiter dans les années 1970 n'apportent que peu de nouvelles informations sur Callisto par rapport aux observations faites depuis la Terre.
La vraie percée correspond aux survols de Voyager 1 et 2 en 1979-1980. Elles photographient plus de la moitié de la surface de Callisto avec une résolution de 1–2 km et mesurent précisément sa température, sa masse et sa forme. 
Il faut cependant attendre la sonde d'exploration jovienne Galileo pour que de nouvelles découvertes soient effectuées. De 1994 à 2003, Galileo survola huit fois Callisto. Lors de son dernier passage en 2001, durant l'orbite C30, elle passe à seulement 138 km de la surface. Elle termine de photographier l'ensemble de la surface de Callisto et prend des photos de certaines parties de Callisto avec une résolution pouvant atteindre 15 mètres. 
En 2000, la sonde Cassini-Huygens durant son trajet vers Saturne, établit des spectres infrarouge haute résolution des lunes galiléennes, parmi lesquelles Callisto. En février-mars 2007, la sonde New Horizons, dont la destination est Pluton, fait de nouveaux images et spectres de Callisto.
En 2003, la NASA mena une étude théorique appelée Human Outer Planets Exploration (HOPE, « Exploration humaine des planètes externes ») sur l'exploration humaine du Système solaire externe. L'étude s'intéresse plus particulièrement à Callisto. Il est alors suggéré de construire une base à la surface de Callisto qui produirait du combustible afin de mener l'exploration ultérieure du reste du Système solaire. Le choix se porte sur Callisto en raison des faibles radiations qu'elle subit et de sa stabilité géologique. Une base permettrait d'explorer par la suite Europe et pourrait servir de station-service jovienne pour des vaisseaux allant explorer les régions plus externes du Système solaire. Ces vaisseaux effectueraient un survol à faible altitude de Jupiter après avoir quitté Callisto afin d'utiliser l'assistance gravitationnelle de cette planète pour se propulser.

## Caractéristiques astronomiques

Comparaison des tailles de la Lune (en haut à gauche), de Callisto (en bas à gauche) et de la Terre (à droite).

### Orbite
Callisto est la lune galiléenne la plus éloignée de Jupiter. Elle tourne autour de la planète à une distance de 1 880 000 km (26,3 fois le rayon de Jupiter). Le rayon de son orbite est beaucoup plus grand que celui de la seconde lune la plus externe, Ganymède dont le rayon de l'orbite est 1 070 000 km. Callisto étant beaucoup plus éloignée que les trois autres lunes, elle n'est pas en résonance orbitale avec elles et ne l'a probablement jamais été.

### Rotation

Animation d'une rotation de Callisto.

Comme bon nombre de lunes planétaires, Callisto est en rotation synchrone autour de Jupiter. La longueur du jour, identique à sa période orbitale, est d'environ 16,7 jours terrestres. Son orbite est légèrement excentrique et inclinée vers l'équateur jovien. Ses excentricité et inclinaison orbitale sont presque périodiques (à l'échelle de plusieurs siècles) en raison des perturbations gravitationnelles du Soleil et de Jupiter. L'amplitude des variations est respectivement de 0,0072 - 0,0076 et 0,20 - 0,6°. Ces variations orbitales sont à l'origine de modifications de l'inclinaison de son axe (l'angle entre l'axe de rotation et le plan orbital) d'amplitudes comprises entre 0,4 et 1,6°.

## Caractéristiques externes

### Atmosphère et ionosphère

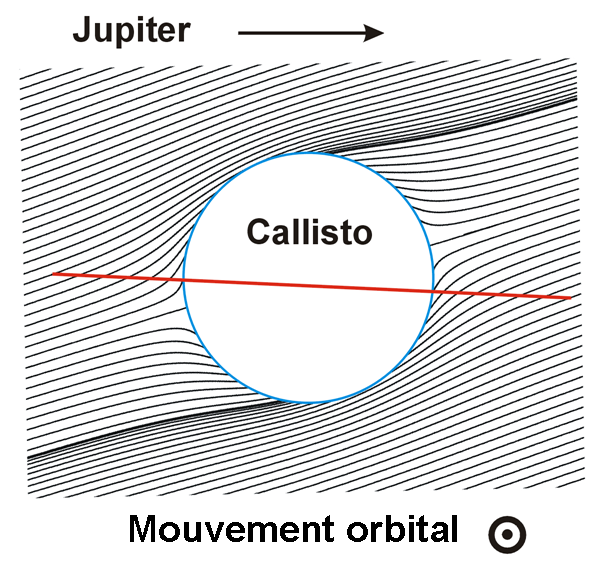
Champ magnétique autour de Callisto. La forme des lignes de champ indique l'existence d'une couche électriquement conductrice à l'intérieur de Callisto. La ligne rouge montre la trajectoire de la sonde Galileo durant un fly-by typique (C3 ou C10).

Callisto a une atmosphère ténue, composée principalement de dioxyde de carbone. Elle a été découverte grâce au spectromètre Near Infrared Mapping Spectrometer (NIMS) de la sonde Galileo : les chercheurs ont identifié la raie d'absorption à 4,2 micromètres du CO2. La pression à sa surface est estimée à 7,5 × 10−12 bar et la densité de particules à 4 × 108 cm−3. L'atmosphère est probablement alimentée en permanence car une atmosphère si ténue disparaîtrait en quelques jours dans le cas contraire. Elle pourrait être alimentée par la lente sublimation de glace de dioxyde de carbone de la croûte glacée du satellite, processus qui serait compatible avec l'hypothèse de formation des petites aspérités brillantes de la surface par sublimation.
L'ionosphère de Callisto a été détectée pour la première fois durant un des fly-bys (survols) de la sonde Galileo; cette ionosphère présente une densité élevée d'électrons (7–17 × 104 cm−3) qui ne peut être expliquée par le seul processus de photoionisation du dioxyde de carbone atmosphérique. Ainsi, l'atmosphère de Callisto pourrait être principalement composée d'oxygène moléculaire, qui serait en quantité dix à cent fois plus importante que le CO2. Cependant, il n'existe pas de preuve directe de la présence d'oxygène dans l'atmosphère de Callisto. Les observations menées avec le télescope spatial Hubble (HST) ont permis d'établir une limite supérieure à la concentration d'oxygène dans l'atmosphère, basée sur l'absence de détection de l'élément par Hubble, qui est compatible avec les mesures de l'ionosphère de la lune. Dans le même temps, Hubble a détecté de l'oxygène condensé piégé à la surface de Callisto.

### Surface

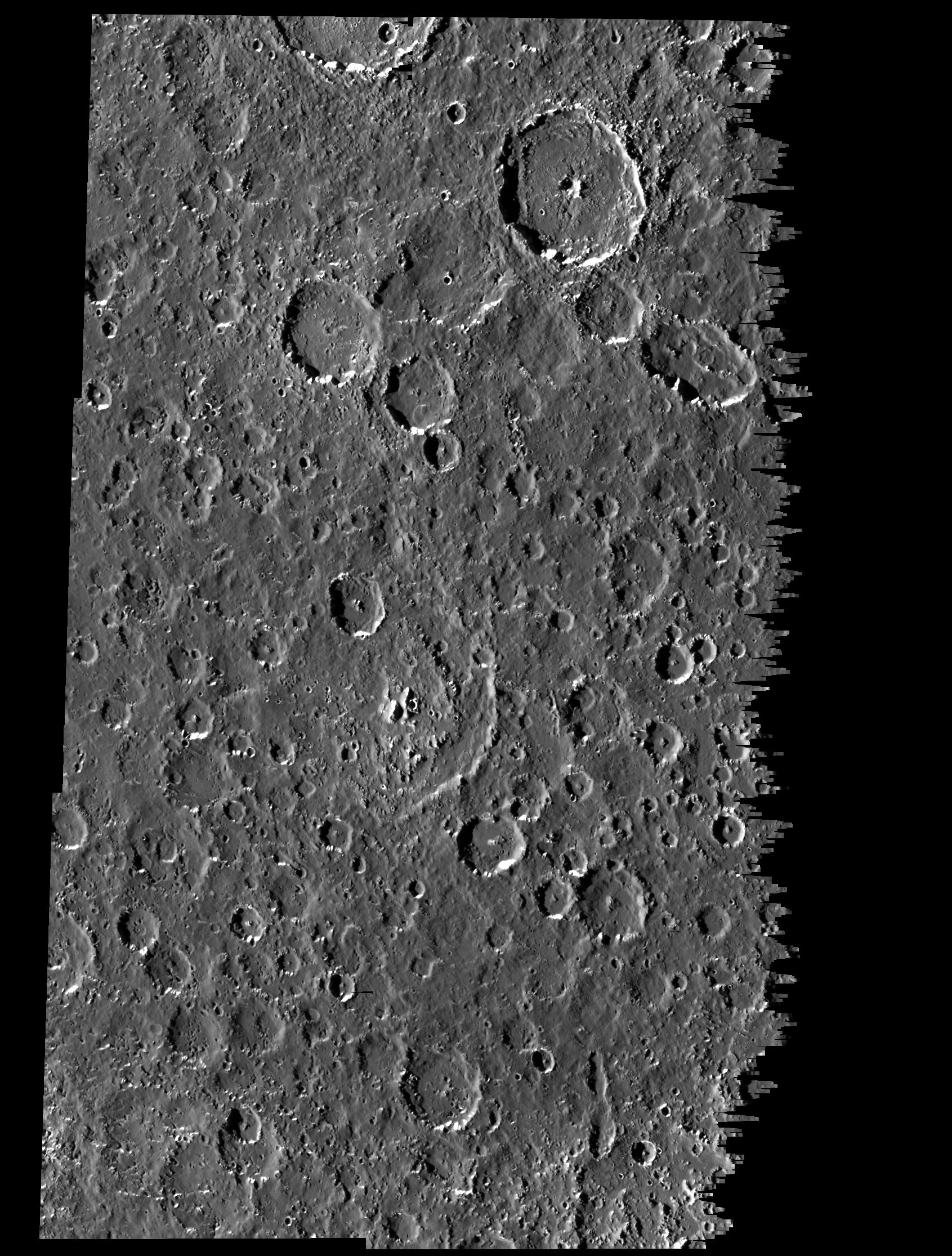
Plaines cratérisées observée par Galileo en juin 1997.

Le flux de particules chargées issues de la magnétosphère de Jupiter est relativement faible à la surface de Callisto : il est 300 fois inférieur à celui reçu par la surface d'Europe. À l'inverse des trois autres lunes galiléennes, l'irradiation par des particules chargées n'a eu que peu d'effet sur la surface de Callisto.
La surface de Callisto est asymétrique : l'hémisphère avant (celui en regard de la direction du mouvement orbital) est plus sombre que l'hémisphère arrière. Les autres lunes galiléennes présentent la situation inverse. L'hémisphère arrière de Callisto est enrichi en dioxyde de carbone, tandis que l'hémisphère avant a plus de dioxyde de soufre. De nombreux cratères d'impact jeunes comme Lofn ont une plus forte concentration en dioxyde de carbone en leur sein ou à leur proximité. Selon Greeley & al, la composition chimique de la surface pourrait être globalement proche de celle des astéroïdes de type D, dont la surface est constituée de matériaux carbonés.
La surface ancienne de Callisto est une des plus fortement cratérisées du Système solaire. En fait, sa densité de cratères d'impact est proche de la saturation : tout nouveau cratère aura tendance à faire disparaître un ancien. À grande échelle, la géologie est relativement simple : la planète ne possède pas de montagne, de volcan ou d'autre caractéristique géologique d'origine tectonique endogène. Les cratères d'impact et les structures multi-annulaires, associées aux fractures, escarpements de failles et dépôts, sont les seules grandes caractéristiques géologiques à être présentes sur la surface,.
La surface de Callisto peut être divisée en différentes zones géologiques : plaines cratérisées, plaines claires, plaines lisses d'apparence brillante et différentes unités associées aux structures multi-annulaires et aux cratères d'impact,. Les plaines cratérisées constituent la plus grande partie de la surface de la lune et représentent l'ancienne lithosphère, un mélange de glace et de matériaux rocheux. Les plaines claires incluent les cratères d'impact brillants comme Burr et Lofn, ainsi que les restes effacés de vieux cratères appelés palimpsestes, les parties centrales des structures multi-annulaires, et des taches isolées dans les plaines cratérisées. Ces plaines claires seraient des dépôts glacés d'impact. Les plaines lisses d'apparence brillante constituent une faible fraction de la surface de Callisto et sont présentes dans les zones de crêtes et de fractures des cratères Valhalla et Asgard et parfois dans les plaines cratérisées. Les scientifiques pensaient qu'elles étaient liées à l'activité endogène, mais des images à haute résolution de la sonde Galileo ont montré que ces plaines lisses d'apparence brillante étaient liées au terrain très fracturé et rugueux et ne présentent pas de signes de resurfaçage. Les images de Galileo ont révélé de petites zones lisses et sombres d'une surface totale inférieure à 10 000 km2. Il s'agirait peut-être de dépôts cryovolcaniques. Les plaines claires et les plaines lisses sont plus jeunes et moins cratérisées que l'arrière-plan des plaines cratérisées,.

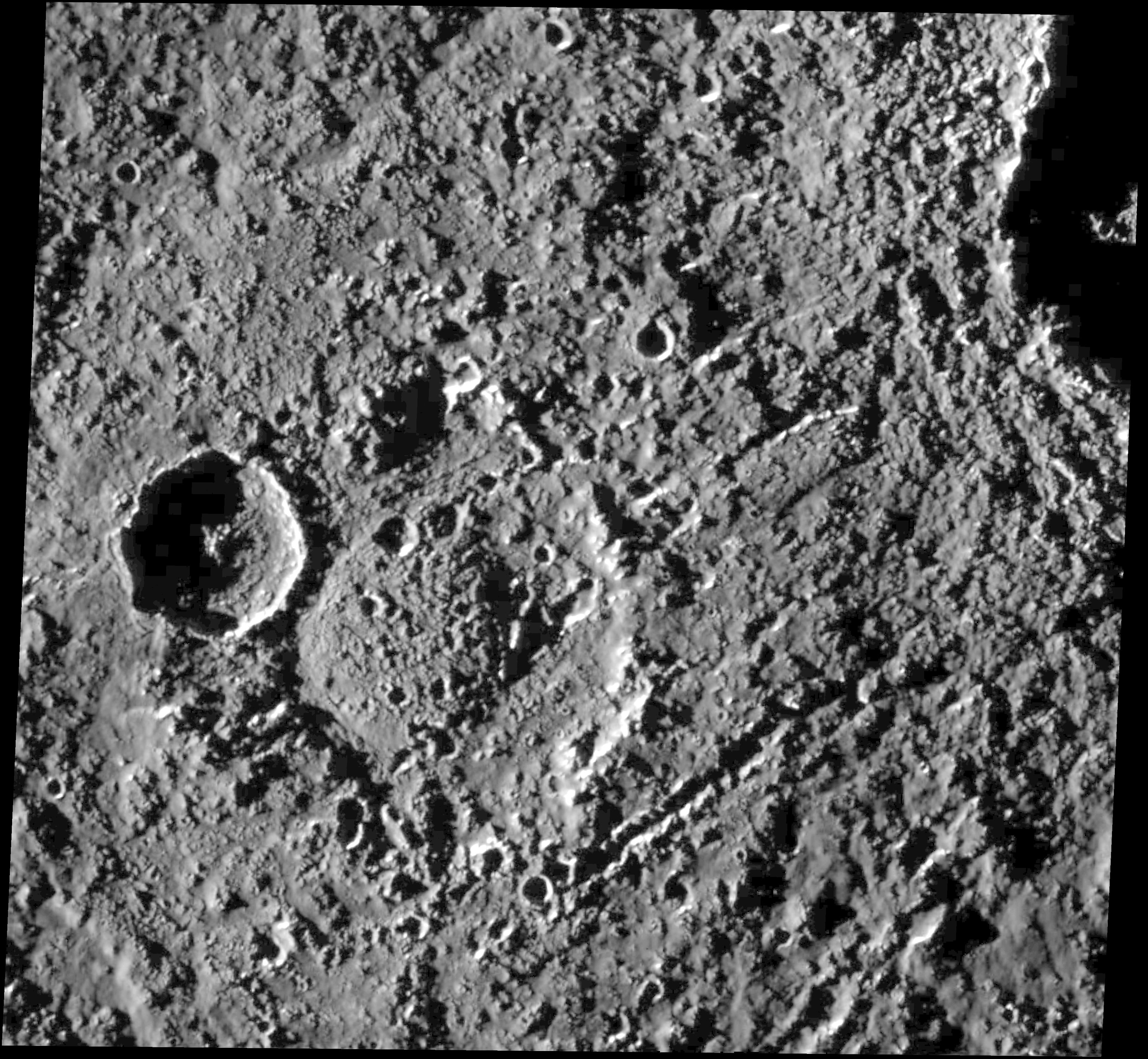
Cratère d'impact Har et son dôme central.

Le diamètre des cratères d'impact observés sur Callisto est compris entre 0,1 km, la limite de résolution des images, et plus de 100 km, sans compter les structures multi-annulaires. Les petits cratères, dont le diamètre est inférieur à 5 km, sont de simples dépressions en forme de bol, ou à fond plat. Ceux d'un diamètre compris entre 5 et 40 km présentent en général un piton central. De plus grands cratères (diamètre entre 25 et 100 km), tel le cratère Tindr, ont des dépressions centrales en lieu et place des pitons. De grands cratères dont le diamètre est supérieur à 60 km, tels Doh et Hár, peuvent avoir des dômes centraux qui seraient dus à un soulèvement tectonique après un impact. Un petit nombre de très grands cratères brillants dont le diamètre est supérieur à 100 km présentent des structures en dômes anormales. Ils ont en général une faible hauteur et pourraient être des structures géomorphologiques transitionnelles vers les structures multi-annulaires, comme le cratère Lofn. Les cratères de Callisto sont en général moins profonds que ceux de la Lune.

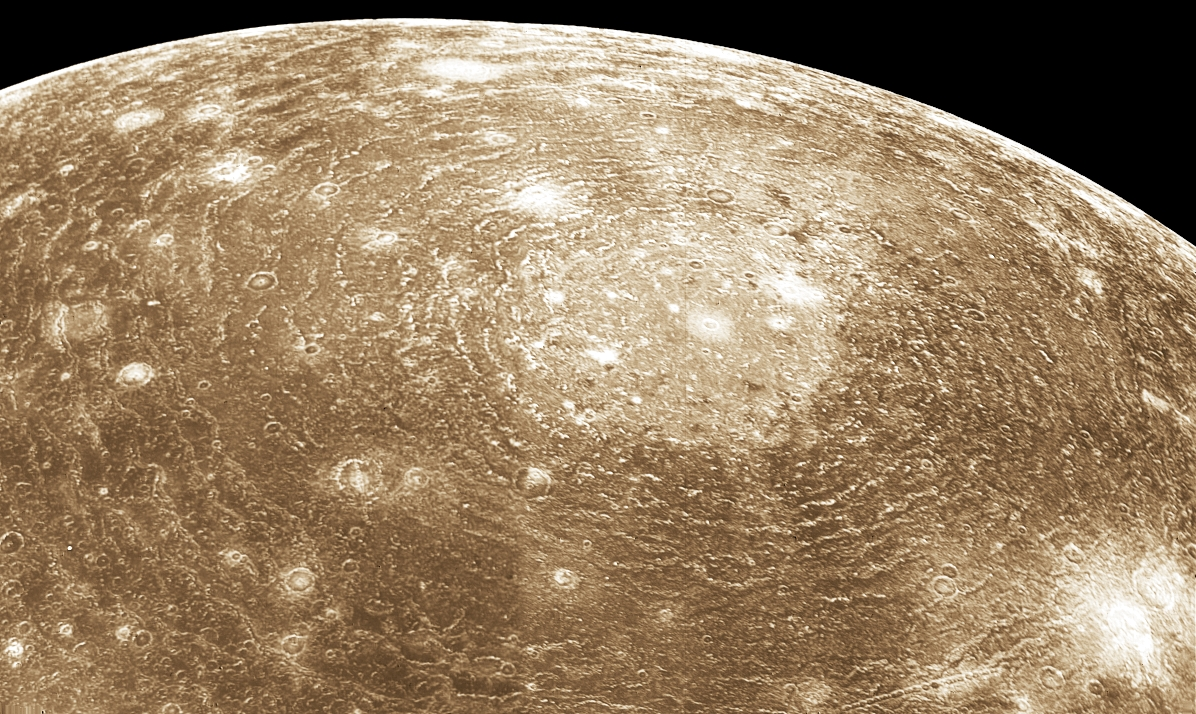
La structure annulaire Valhalla vue par Voyager 1.

Les plus grandes structures d'impact à la surface de Callisto sont des bassins multi-annulaires,, parmi lesquels deux ont une taille hors du commun. Le cratère Valhalla est le plus grand, avec une région centrale brillante d'un diamètre de 600 km, et des anneaux s'étendant jusqu'à 1 800 km du centre (voir figure). Le second par la taille est Asgard dont le diamètre est de 1 600 km. Ces structures multi-annulaires sont probablement le résultat d'une fracturation concentrique de la lithosphère après l'impact. Cette lithosphère devait reposer sur une couche de matériaux ductiles voire liquides, peut-être un océan. Les catenae, par exemple, la catena Gomul, sont de longues chaînes de cratères d'impact alignés à la surface de Callisto. Ils sont probablement dus à des objets qui furent disloqués par les forces de marée lors d'un passage à proximité de Jupiter et qui se sont ensuite écrasés sur Callisto, ou par des impacts très obliques. La comète Shoemaker-Levy 9 est un exemple d'un tel corps cassé en plusieurs morceaux par Jupiter.
Comme mentionné auparavant, de petites taches de glace pure d'albédo jusqu'à 80 % ont été trouvées sur la surface de Callisto ; elles sont entourées de parties plus sombres. Des images à haute résolution prises par Galileo montrent que les taches brillantes sont principalement situées sur des zones élevées : les bordures surélevées des cratères, les escarpements de faille, les crêtes et les aspérités et knobs. Ce sont probablement de minces dépôts de givre. Les matériaux sombres sont habituellement situés dans les zones basses entourant les parties brillantes et seraient plutôt plats. Ils forment souvent des taches allant jusqu'à 5 km à travers le fond des cratères et dans les dépressions entre les cratères.

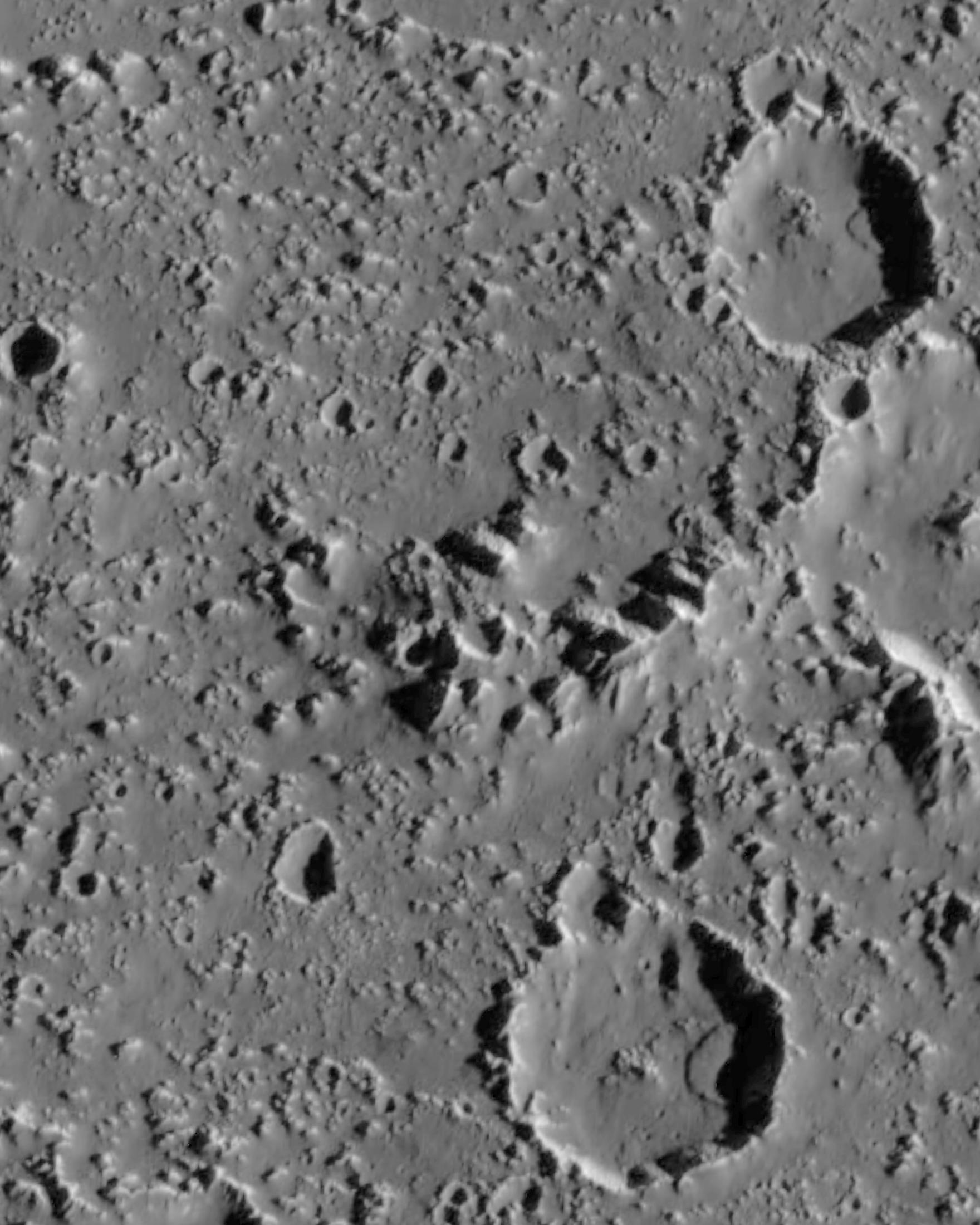
Glissements de terrain et petites taches observée à la surface.

À l'échelle du kilomètre, la surface de Callisto est plus dégradée que les surfaces des autres lunes galiléennes. Elle présente un déficit de petits cratères d'impact dont le diamètre est inférieur à 1 km en comparaison des plaines sombres de Ganymède. Au lieu de petits cratères, la surface de Callisto présente à peu près partout des petites aspérités et des dépressions. Les aspérités seraient les restes des bordures surélevées des cratères qui auraient été cassées par un processus encore inconnu. Le processus le plus probable est la lente sublimation de la glace, qui se produit à une température allant jusqu'à 165 K, atteint dans les régions de Callisto où le soleil est au zénith. Ce processus de sublimation de l'eau ou d'autres composés volatils gelés est à l'origine de la décomposition de la neige sale (la roche mère) dont ils sont issus. Les matériaux non glacés forment des avalanches de débris qui descendent les pentes des murs du cratère. De telles avalanches sont régulièrement observées près ou dans les cratères d'impact et sont appelées "debris aprons",,. De temps en temps, les murs des cratères sont coupés pas des incisions sinueuses ressemblant à des vallées et appelées 'gullies', qui ressemblent à certaines surfaces observées sur Mars. Si l'hypothèse de sublimation est confirmée, les matériaux sombres dans les faibles hauteurs sont une pellicule de débris principalement non glacés, qui sont dus aux bordures surélevées des cratères qui se sont dégradées et qui ont recouvert une roche mère principalement glacée.
Les âges relatifs des différentes régions de Callisto peuvent être déterminés à partir de la densité de cratères d'impact qu'elles comportent. Plus la surface est vieille, plus le nombre de cratères qu'elle comporte est élevé. Aucune datation absolue n'a été menée, mais en se fondant sur ces considérations théoriques, l'âge des plaines cratérisées a été estimé à environ 4,5 milliards d'années, soit à peu près l'époque de la formation du Système solaire. L'âge des structures multi-annulaires et des cratères d'impact dépendent des taux de cratérisation de la surface étudiée et leur âge est estimé par différents auteurs entre 1 et 4 milliards d'années,.

### Toponymie
Les formations géologiques remarquables de Callisto ont été baptisées d'après la mythologie scandinave. Ainsi, les deux plus grands cratères du satellites sont Valhalla et Asgard, nommés respectivement d'après le paradis des guerriers tombés au combat et le lieu de résidence des dieux,. 

Surface équatoriale de Callisto entre -57° et +57° de latitude. La résolution diffère en fonction de la qualité des photographies de chaque région.

## Caractéristiques internes
En raison de son éloignement de Jupiter, la lune n'a jamais été significativement chauffée par les forces de marée, ce qui a des conséquences importantes sur sa structure interne et son évolution. 

### Composition

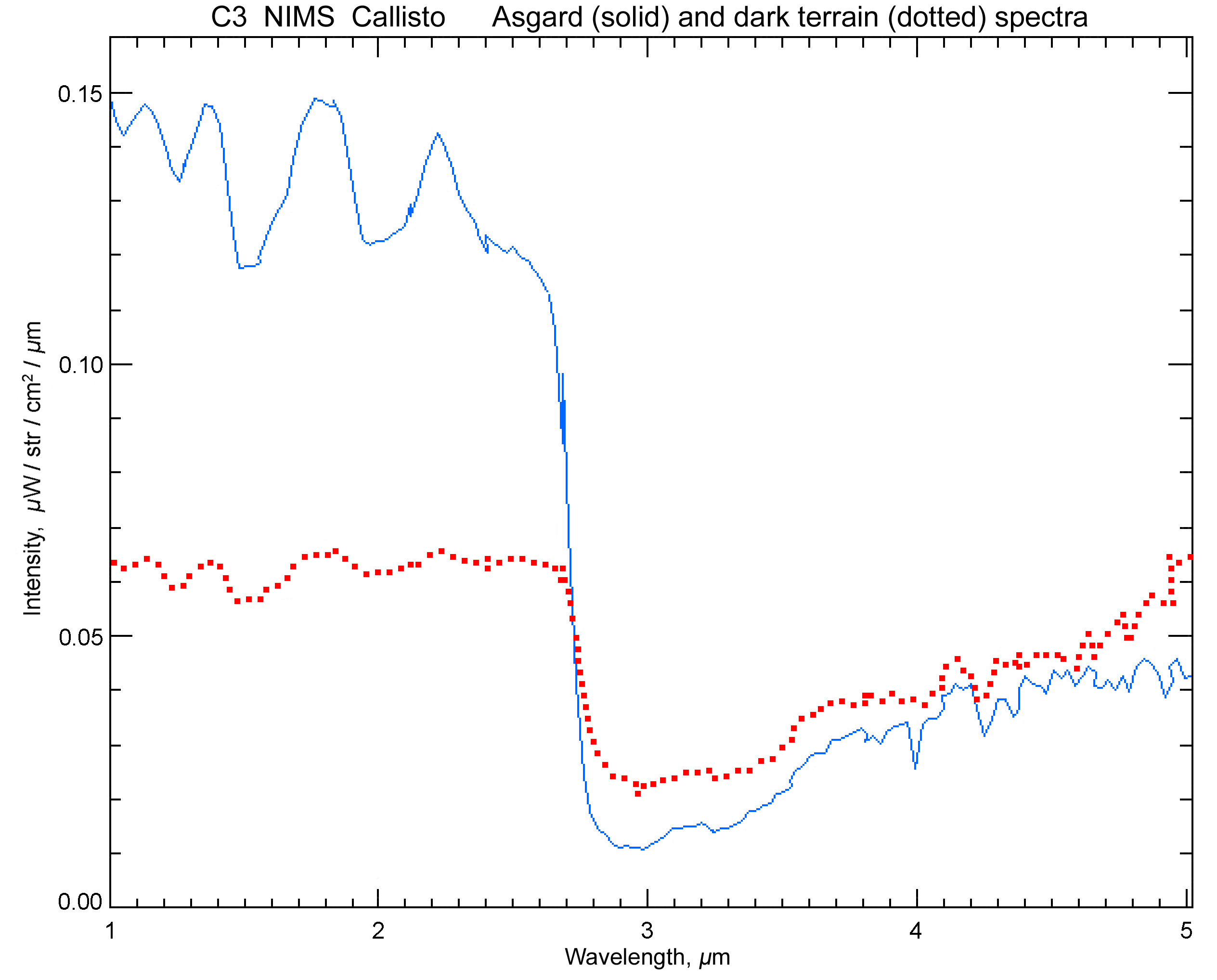
Spectre de réflexion dans le proche infrarouge acquis par Galileo en novembre 1996, avec une résolution spatiale d'environ 100 km. Le spectre du cratère Asgard (trait plein) montre, dans les longueurs d'onde 1 - 2 µm, une abondance de glace d'eau. Celui des terrains sombres (en pointillé) est typique de matériaux rocheux pauvres en glace.

La masse volumique moyenne de Callisto, 1,83 g/cm3, suggère que la lune est composée de roches et de glace d'eau en proportions à peu près égales, avec en plus quelques composés volatils gelés tels que l'ammoniac. La fraction massique de glace est comprise entre 49 et 55 %,. La composition exacte des roches de Callisto est inconnue, mais elle est probablement proche de la composition des chondrites ordinaires de type L/LL, qui sont caractérisées par une plus faible proportion totale de fer et de fer sous forme métallique, mais davantage d'oxyde de fer que dans les chondrites de type H. Le rapport massique fer/silicium est compris entre 0,9 et 1,3 sur Callisto contre environ 1,8 pour le Soleil.
La surface de Callisto a un albédo d'environ 20 %. La composition de sa surface serait représentative de sa composition globale. Des travaux spectroscopiques menés dans l'infrarouge proche ont montré la présence de raies d'absorption dues à la glace d'eau aux longueurs d'onde de 1,0 ; 1,25 ; 1,5 ; 2,0 et 3,0 micromètres. La glace d'eau semble avoir une répartition isotropique à la surface dont elle composerait entre 25 et 50 % en masse. L'analyse des spectres de haute résolution dans l'infrarouge proche et l'ultraviolet pris par Galileo et depuis la Terre ont permis d'identifier d'autres matériaux que la glace, tels des silicates hydratés de fer et de magnésium, du dioxyde de carbone, du dioxyde de soufre et peut-être de l'ammoniac et d'autres composés organiques,. Les données spectrales indiquent que la surface est extrêmement hétérogène à petite échelle. De petites taches brillantes composées de glace d'eau pure sont mêlées à des taches d'un mélange roche-glace et de grandes zones sombres de matériaux non glacés,.

### Structure interne

Structure interne légendée de Callisto.

Callisto est recouverte d'une lithosphère glacée d'une épaisseur comprise entre 80 et 150 km,. Un océan salé pourrait être situé sous la croûte,, comme semblent l'indiquer des études sur le champ magnétique autour de Jupiter et de ses lunes,. Callisto se comporte comme une sphère parfaitement conductrice dans le champ magnétique de Jupiter ; en d'autres termes, le champ ne pénètre pas à l'intérieur de la lune, ce qui suggère que Callisto aurait en son sein un fluide très conducteur dont l'épaisseur minimale serait de 10 km. La probabilité d'existence d'un océan est renforcée si l'eau contient une petite quantité d'ammoniac ou d'un autre composé antigel, dans une proportion massique inférieure ou égale à 5 %. Dans ce cas, l'océan pourrait avoir une épaisseur allant jusqu'à 250–300 km. Si Callisto s'avérait dépourvue d'océan, sa lithosphère pourrait être plus épaisse qu'aujourd'hui envisagé et mesurer jusqu'à 300 km.
En dessous de la lithosphère et de l'océan, l'intérieur de Callisto ne serait ni très homogène, ni complètement hétérogène. Les données obtenues grâce à Galileo, en particulier le moment d'inertie adimensionnel, 0,3549 ± 0,0042 calculé lors de survols proches, suggèrent que l'intérieur est composé de roches et de glaces comprimées. La proportion de roches augmenterait avec la profondeur en raison d'une séparation partielle de ses composants due à leur densité différente. En d'autres termes, Callisto est seulement partiellement différenciée. Sa densité et son moment d'inertie sont compatibles avec l'existence d'un petit cœur de silicates au centre du satellite. Le rayon d'un tel cœur est inférieur à 600 km, et sa densité comprise entre 3,1 et 3,6 g cm−3,.

## Origine et évolution

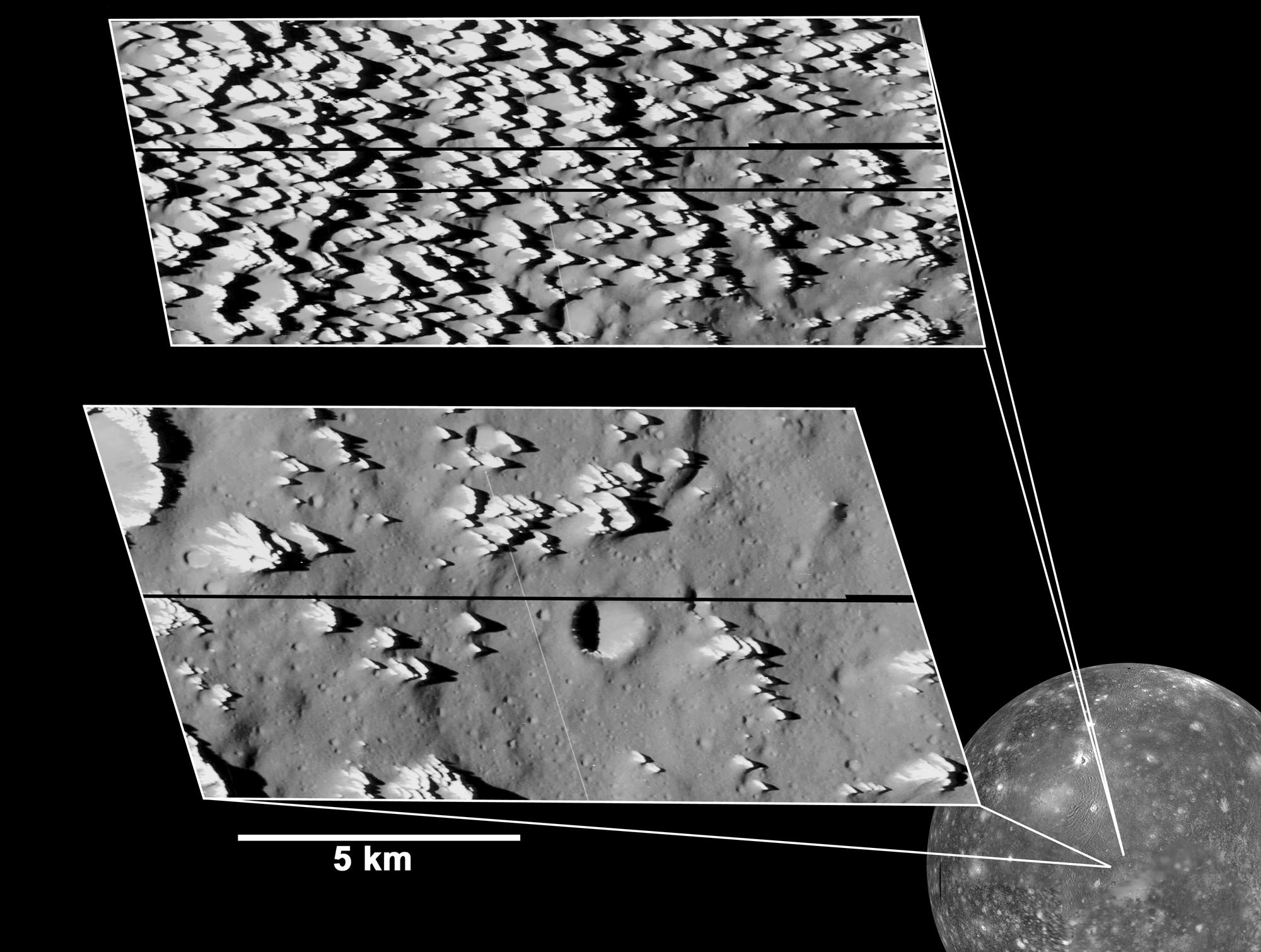
Terrain rugueux et dentelé observé par Galileo.

La différenciation partielle de Callisto, c'est-à-dire la séparation partielle des différents matériaux en fonction de leur densité qui est déduite des mesures du moment d'inertie, indique que la lune n'a jamais été suffisamment chauffée pour faire fondre sa glace. Par conséquent, le modèle le plus probable de formation est une lente accrétion dans la sous-nébuleuse de faible densité de Jupiter (un disque de gaz et de poussière situé autour de Jupiter après sa formation). Une telle phase d'accrétion permettrait aux phénomènes de refroidissement de contenir l'augmentation de chaleur causée par les impacts, la radioactivité et la compression, empêchant ainsi la fusion des matériaux et une différenciation rapide. La formation de Callisto aurait duré entre 0,1 et 10 millions d'années.
L'évolution ultérieure de Callisto après la phase d'accrétion fut marquée par les phénomènes d'échauffement dû à la radioactivité, de refroidissement par conduction thermique près de la surface et de convection à l'état solide ou sub-solidus à l'intérieur. La convection à l'état subsolidus dans la glace est la principale inconnue dans les modèles pour les lunes glacées. Ce phénomène apparaîtrait lorsque la température est suffisamment proche du point de fusion, en raison de la dépendance à la température de la viscosité de la glace. La convection à l'état subsolidus dans les corps glacés est un processus lent avec des mouvements de glace de l'ordre de 1 cm/an, mais c'est néanmoins un processus de refroidissement très significatif sur de longues échelles de temps (échelles géologiques). Le phénomène à l'œuvre serait un régime du stagnant-lid, où la couche externe froide et rigide de la lune évacue la chaleur sans convection, tandis que des processus convectifs se produisent dans la glace en dessous à l'état subsolidus. Pour Callisto, la couche externe conductrice correspond à la lithosphère froide et rigide dont l'épaisseur est d'une centaine de kilomètres. Sa présence expliquerait l'absence, à la surface de Callisto, de signes d'activité endogène,. La couche de glace dans laquelle se produit la convection pourrait être constituée de plusieurs sous-couches, car sous les fortes pressions qui y ont vigueur, la glace d'eau existe sous différentes formes cristallines, de la glace I à la surface à la glace VII au centre. Le processus de convection subsolidus à l'intérieur de Callisto pourrait avoir empêché (s'il a débuté tôt dans l'histoire de la lune) la fusion de la glace à grande échelle et la différenciation qui aurait dans le cas contraire formé un grand noyau rocheux et un manteau glacé. En raison du processus convectif, une séparation et différenciation lente et partielle des roches et des glaces à l'intérieur de Callisto s'est cependant déroulée à l'échelle du milliard d'années et pourrait se poursuivre de nos jours.
Selon les théories actuelles sur l'évolution de Callisto, la lune aurait en son sein une couche, un océan d'eau liquide. Son existence serait liée au comportement particulier de la température de fusion de la forme cristalline I de la glace ; cette température diminue avec la pression, jusqu'à atteindre 251 K (soit environ -22° C) à 2 070 bars. Dans tous les modèles réalistes de Callisto, la température de la couche entre 100 et 200 km de profondeur est très proche ou légèrement supérieure à cette température de fusion inhabituelle,,. La présence, même en faible quantité d'ammoniac (environ 1 ou 2 % en masse) garantirait pratiquement l'existence d'une phase liquide car la température de fusion du mélange serait encore plus basse.
Bien que la composition globale de Callisto soit très similaire à celle Ganymède, elle aurait eu une histoire géologique beaucoup plus simple. La surface se serait principalement formée sous l'influence d'impacts et d'autres phénomènes exogènes. À la différence de sa voisine Ganymède dont le terrain est parcouru de sillons pouvant atteindre plusieurs centaines de kilomètres de long, il existe peu de preuves d'activité tectonique sur Callisto. L'histoire géologique relativement simple de Callisto permet aux planétologues d'utiliser la lune comme référence lors de l'étude d'objets plus complexes.

### Callisto vs Ganymède
Bien qu'elles soient voisines et de taille comparable, les deux lunes Callisto et Ganymède semblent avoir des structures internes très différentes. Les données de la mission Galileo indiquent que Ganymède s'est complètement différenciée en un noyau métallique, un manteau rocheux et une croûte de glace, tandis que Callisto n'est que partiellement différenciée, composée d'un mélange relativement homogène de roche et de glace.
Cette dichotomie peut s'expliquer malgré une composition identique, des conditions de formation similaires et une même distribution de tailles d'impacteurs. Ganymède aurait atteint très tôt, lors de sa formation, les températures nécessaires à une fusion globale, tandis que Callisto, formée dans une région plus froide du disque, n'aurait pas franchi le seuil de fusion de la glace d'eau, bien qu'elle ait pu incorporer une part importante d'impacteurs de grande taille. Ganymède, plus massive et formée plus près de Jupiter, a été exposée à des impacts plus énergétiques et à un environnement plus chaud, conditions suffisantes pour déclencher une fusion globale ; Callisto, accrétée plus loin dans une région plus froide, a conservé une structure peu différenciée,.

## Présence de vie dans les océans
Comme pour Europe et Ganymède, certains scientifiques ont émis l'hypothèse que des formes de vie microbiennes extraterrestres puissent exister dans un hypothétique océan salé sous la surface de Callisto. Cependant, les conditions seraient beaucoup moins favorables à l'apparition de la vie sur Callisto que sur Europe, en raison de l'absence possible de contact entre l'océan et le noyau rocheux (qui empêcherait la présence de monts hydrothermaux et au plus faible flux de chaleur se dissipant des couches internes de Callisto. Le chercheur Torrence Johnson a déclaré à propos de la probabilité d'existence de la vie sur Callisto comparée à celle sur les autres lunes galiléennes :

« Les ingrédients de base de la vie — ce que nous appelons la « chimie prébiotique » — sont abondants sur de nombreux objets du Système solaire, comme les comètes, les astéroïdes et les lunes glacées. Les biologistes pensent que l'eau liquide et de l'énergie sont nécessaires pour abriter la vie, et il est donc intéressant de trouver un endroit où pourrait se trouver de l'eau liquide. Mais, concernant l'énergie, l'océan de Callisto est uniquement chauffé par les éléments radioactifs, tandis qu'Europe a aussi de l'énergie produite par les forces de marées dues à sa plus grande proximité de Jupiter. »

En se basant sur les considérations déjà évoquées et sur d'autres travaux scientifiques, Europe serait la lune galiléenne ayant le plus de chance d'abriter des formes de vies microbiennes,.